# Œuvres chorales profanes de Bruckner
Au long de sa vie de compositeur, Anton Bruckner a composé environ trente œuvres chorales profanes (Weltliche Chorwerke) et sept devises (Wahlsprüche) sur des textes en langue allemande, la première en 1843, la dernière en 1893. Beaucoup de ces œuvres, y compris les devises, souvent avec une intention patriotique, ont été composées pour des Liedertafel (sociétés chorales d'hommes), principalement Frohsinn et Sängerbund. D'autres œuvres ont été composées pour des occasions privées, comme les mariages, les funérailles, les anniversaires ou les fêtes du nom, et étaient dédicacées à des amis ou des connaissances du compositeur. La grande majorité de ces œuvres sont conçues pour chœur d'hommes, parfois avec des solistes. Seules deux œuvres chorales (WAB 64 et WAB 66) et une devise (WAB 95.1) sont conçues pour chœur mixte.

## Kronstorf
- An dem Feste, WAB 59a, une œuvre de 20 mesures (5 strophes) en ré bémol majeur, pour chœur d'hommes composée le 19 septembre 1843 sur un texte de Alois Knauer. Vers la fin de sa vie (1893), Bruckner réédita cette première œuvre chorale profane comme Tafellied, WAB 59c.

## Sankt Florian
- Das Lied vom deutschen Vaterland, WAB 78, une œuvre de 20 mesures en ré bémol majeur, pour chœur d'hommes composée vers 1845. L'auteur du texte de cette œuvre est inconnu.
- Ständchen, WAB 84.2, une œuvre de 29 mesures en sol majeur, pour fredonnement par un quatuor vocal d'hommes et soliste ténor, composée vers 1846 sur un texte de (peut-être) Ernst Marinelli. Bruckner avait déjà utilisé ce texte vers 1845 pour son esquisse de lied Wie des Bächleins Silberquelle, WAB 84.1.
- Der Lehrerstand, WAB 77, une œuvre de 84 mesures en mi bémol majeur, pour chœur d'hommes et quatuor vocal d'hommes, composée vers 1847 sur un texte de (peut-être) Ernst Marinelli.
- Sternschnuppen, WAB 85, une œuvre de 38 mesures en fa majeur pour quatuor vocal d'hommes composée vers 1848 sur un texte de Ernst Marinelli.
- Deux devises : Ein jubelnd Hoch en ré majeur, WAB 83.1, et Lebt wohl, ihr Sangesbrüder  en la majeur, WAB 83.2, pour chœur d'hommes, composées pour la Liedertafel Eferding en 1851.
- Das edle Herz, WAB 65 (1re version), une œuvre de 46 mesures en la majeur pour chœur d'hommes composée vers 1851 sur un texte de Ernst Marinelli.
- Die Geburt, WAB 69, une œuvre de 25 mesures en ré bémol majeur, pour chœur d'hommes, composée au début de 1852 pour la fête du nom de l'ami de Bruckner Josef Seiberl.
- Vor Arneths Grab, WAB 53, une œuvre de 28 mesures en fa mineur pour chœur d'hommes et 3 trombones sur un texte de Ernst Marinelli, composée en 1854 comme élégie pour le prélat Michael Arneth.
- Laßt Jubeltöne laut erklingen, WAB 76, une "semi-cantate" de 100 mesures en mi bémol majeur, pour chœur d'hommes sur un texte de Hillischer, composée en 1854 pour la Joyeuse Entrée d'Élisabeth en Bavière à Linz.
- Des Dankes Wort sei mir vergönnt, WAB 62, une œuvre de 89 mesures en fa majeur composée pour fredonnement par chœur d'hommes à cinq voix et solistes ténors et basse, composée vers 1845-1849 (ou 1854 ?) sur un texte de Ernst Marinelli.

## Linz
- Das edle Herz, WAB 66, (2e version) une œuvre de 38 mesures en la majeur pour chœur mixte composée en décembre 1857.
- Am Grabe, WAB 2, une réédition de 21 mesures en 1861 des trois premières strophes a cappella de Vor Arneths Grab comme élégie pour Josefine Hafferl.
- Du bist wie eine Blume, WAB 64, une œuvre de 32 mesures en fa majeur pour quatuor de voix mixtes composée le 5 décembre 1861 sur un texte de Heinrich Heine
- Der Abendhimmel (1re version), WAB 55, une œuvre de 38 mesures en la bémol majeur, pour quatuor de voix d'hommes composée en janvier 1862 sur un texte de Joseph Christian Freiherr von Zeidlitz.
- Herbstlied, WAB 73, une œuvre de 69 mesures en fa dièse mineur, pour chœur d'hommes, deux solistes sopranos et piano, composée le 19 mars 1864 sur un texte de Friedrich von Sallet.
- Um Mitternacht (1re version), WAB 89, une œuvre de 59 mesures en fa mineur pour chœur d'hommes, soliste alto et piano composé le 12 avril 1864, sur un texte de Robert Prutz.
- Trauungschor, WAB 49, une œuvre de 55 mesures en fa majeur, pour chœur d'hommes, quatuor de voix d'hommes et orgue, composé en 1865, sur un texte de Franz Isidor Proschko pour la célébration du mariage de Karl Kerschbaum avec Maria Schimatschek.
- Der Abendhimmel (2e version), WAB 56, une œuvre de 38 mesures en fa majeur, pour chœur d'hommes, composée le 6 décembre 1866.
- Vaterlandslied, WAB 92, une œuvre de 87 mesures en la bémol majeur, pour chœur d'hommes, et solistes ténor et baryton, composée en novembre 1866 sur un texte de August Silberstein.
- Vaterländisch Weinlied, WAB 91, une œuvre de 12 mesures (6 strophes) en do majeur, pour chœur d'hommes, composée en novembre 1866 sur un texte d'August Silberstein.
- Deux devises (vers 1868) : 
  - Des Höchsten Preis, WAB 95.2, en do majeur pour chœur d'hommes, pour la Liedertafel Sierning sur un texte de Andreas Mittermayr.
  - Das Frauenherz, die Mannesbrust, WAB 95.1, en la majeur pour chœur mixte, pour la Liedertafel Frohsinn sur un texte de Karl Kerschbaum.

## Vienne
- Deux devises : Im Wort und Liede wahr und frei, WAB 148.1, en do majeur, et Wir Alle, Jung und Alt, WAB 148.2, en ré mineur, composées en 1869 sur des textes de Johann Kajetan Markus en hommage posthume pour Simon Sechter.
- Mitternacht, WAB 80, une œuvre de 84 mesures en la bémol majeur, pour chœur d'hommes, soliste ténor et piano, composée en 1869, sur un texte de Joseph Mendelssohn.
- Devise : Freier Sinn und hohe Mut, WAB 147, en ré majeur, pour chœur d'hommes, composée le 21 mars 1874 pour la Gesangverein Liederkrans.
- Das hohe Lied, WAB 74, une œuvre de 84 mesures en la bémol majeur, pour fredonnement par chœur d'hommes, et 2 solistes ténors et soliste baryton, composée le 31 décembre 1876, sur un texte de Heinrich von der Mattig. En 1879, Bruckner en fit un 2e version avec accompagnement d'instruments à cordes (2 altos, violoncelle et contrebasse) et de cuivres (4 cors, 3 trombones et tuba).
- Nachruf, WAB 81a, une œuvre de 51 mesures en do mineur pour chœur d'hommes et orgue, composée le 19 octobre 1877 sur un texte de Heinrich von der Mattig, en mémoire de Josef Seiberl. En 1886, l'œuvre a été rééditée sous le titre Trösterin Musik, WAB 81b, avec un autre texte d'August Seuffert.
- Abendzauber, WAB 57, une œuvre de 82 mesures en sol bémol majeur, pour chœur d'hommes, soliste mezzo-soprano ou ténor/baryton, 3 yodelers et 4 cors, composée le 15 janvier 1878 sur un texte de Heinrich von der Mattig.
- Zur Vermählungsfeier, WAB 54, une œuvre de 68 mesures en ré majeur, pour chœur d'hommes, composée le 27 novembre 1878 pour la célébration du mariage de Anton Ölzelt Ritter von Newin avec Amalie Edler von Wieser.
- Sängerbund, WAB 82, une œuvre de 79 mesures en do majeur, pour chœur d'hommes, composée le 3 février 1882. Deux variantes : sur texte de Heinrich von der Mattig (?) et texte de Karl Kerschbaum.
- Volkslied , WAB 94, une œuvre de 67 mesures en do majeur, pour chœur d'hommes, composée en 1882, sur un texte de Josef Hiver. Bruckner l'a composée, ainsi qu'un autre arrangement pour voix et piano (Sämtliche Werke, Band XXIII/1, no 6)[3], pour une compétition für eines sangbares Nationallied (pour un Hymne National exécutable)[4].
- Um Mitternacht (2e version), WAB 90, une œuvre de 93 mesures en fa mineur pour fredonnement par chœur d'hommes et soliste ténor, composée le 11 février 1886.
- Heut komt ja Freund Klose zum Gause, WAB 203, un canon de 4 mesures à 4 voix en ut majeur, composé le 29 avril 1889[5],[6]. Ce canon n'est pas édité dans la Bruckner Gesamtausgabe.
- Träumen und Wachen, WAB 87, une œuvre de 75 mesures en la bémol majeur, pour fredonnement par chœur d'hommes et soliste ténor, composée le 15 décembre 1890 sur un texte de Franz Grillparzer.
- Der deutsche Gesang, WAB 63, une œuvre de 87 mesures en ré mineur pour chœur d'hommes et cuivres (4 cors, 3 trompettes, 3 trombones et tuba contrebasse), composée le 29 avril 1892 sur un texte d'Erich Fels.
- Tafellied, WAB 59c, ré-édition de 16 mesures (3 strophes) d'An dem Feste, WAB 59a, en ré bémol majeur composée le 22 février 1893 sur un texte de Karl Ptak.

## Discographie
La discographie des Weltliche Chorwerke de Bruckner est beaucoup plus restreinte que celle de ses œuvres religieuses. La plupart des Weltliche Chorwerke ont été édités beaucoup plus tard et sont, de ce fait, encore peu connus. À l'exception de Trösterin Musik, WAB 88, qui est très populaire et a été enregistré environ 30 fois, les Weltliche Chorwerke sont rarement enregistrés. Un tiers de ces œuvres (8 Weltliche Chorwerke et 4 devises) n'ont pas encore été commercialement enregistrées. 
Quatre enregistrements sont dédiés aux Weltliche Chorwerke de Bruckner :
- Guido Mancusi, Chorus Viennensis, Musik, du himmlisches Gebilde! – CD : ORF CD 73, 1995 (8 Weltliche Chorwerke)
- Thomas Kerbl, Männerchorvereinigung Bruckner 08, Anton Bruckner Männerchöre – CD : LIVA 027, 2008 (9 Weltliche Chorwerke)
- Jan Schumacher, Camerata Musica Limburg, Serenade. Songs of night and love – CD : Genuin GEN 12224, 2011 (4 Weltliche Chorwerke)
- Thomas Kerbl, Männerchorvereinigung Bruckner 12, Weltliche Männerchöre – CD : LIVA 054, 2012 (12 Weltliche Chorwerke et 3 devises)

Une compilation de 5 lieder et 30 Weltliche Chorwerke (Bruckner – Lieder and Secular Choral Music) dans l'ordre chronologique de la Bruckner Gesamtausgabe Volume XXIII/1: Lieder für Gesang und Klavier, et Volume XXIII/2: Weltliche Chorwerke, est disponible dans la Bruckner Archive: Charter Oak  CO-2178 (coffret de 2 CD).
Lors du Brucknerfest Linz 2024, les chœurs Chorus Viennensis et Sonat Vox ont interprété le 5 octobre 2024 un répertoire a cappella pour chœur d'hommes comprenant dix Bruckner's Weltliche Chorwerke.

## Sources
- Renate Grasberger, Werkverzeichnis Anton Bruckner (WAB), Publikationen des Instituts für österreichische Musikdokumentation, Hans Schneider, Tutzing, 1977 -  (ISBN 3-7952-0232-9)
- Paul-Gilbert Langevin, Anton Bruckner, apogée de la symphonie, Lausanne, L'Age d'Homme, 1977, 382 p. (ISBN 2-8251-0880-4, OCLC 4397312, lire en ligne) (Cf. chapitre IV.3.)
- Anton Bruckner – Sämtliche Werke, Band XXIII/2: Weltliche Chorwerke (1843-1893), Musikwissenschaftlicher Verlag der Internationalen Bruckner-Gesellschaft, Angela Pachovsky et Anton Reinthaler (Éditeurs), Vienne, 2001
- Uwe Harten, Anton Bruckner. Ein Handbuch. Residenz Verlag, Salzbourg, 1996.  (ISBN 3-7017-1030-9).
- Cornelis van Zwol, Anton Bruckner 1824-1896 – Leven en werken, uitg. Thot, Bussum, Pays-Bas, 2012.  (ISBN 978-90-6868-590-9)
- Crawford Howie, Anton Bruckner - A documentary biography, édition révisée en ligne